# Нисида, Китаро
Китаро Нисида (яп. 西田 幾多郎 Нисида Китаро:, 19 мая 1870, Кахоку, Япония — 7 июня 1945, Камакура, Япония) — японский философ, основатель киотоской школы.

## Биография
В 1894 году окончил Токийский университет по специальности «Философия».
С 1896 по 1904 год практиковал дзэн в нескольких дзэнских монастырях как ученик-мирянин. В 1903 году дзэн-мастер Риндзай Кодзю Сотаку подтвердил, что Китаро Нисида достиг первоначального сатори (кэнсё).
В 1899 году он был определён профессором Четвёртой высшей школы в Исикава. Позднее стал профессором философии в Киотском университете.
В 1927 году он ушёл на покой. В 1940 году был награждён Орденом культуры.
Умер от почечной инфекции.

## Философия
Китаро Нисида оказал значительное влияние на становление современной японской философии. Его попытка сочетания западной методики и терминологии с восточными идеями до сегодняшнего дня является актуальной. В западноевропейской философии на его мировоззрение повлияла немецкая классическая философия и феноменология Гуссерля, близко апофатическое богословие Мейстера Экхарта, Эриугены, Николая Кузанского. Из современных направлений его взгляды наиболее близки к экзистенциализму.
Нисида был убеждён, что на пути к истине необходимо совместное рассмотрение вопросов философии и религии, в качестве примера указывал на индийскую и древнегреческую философии. Оригинальная философия Нисиды включает идеи как дзэн-буддизма, так и западной мысли. Согласно его концепции (логика басё) противоположность объективного и субъективного преодолевается особым способом осознания себя, своеобразной борьбе противоположностей, которая, в отличие от диалектики Гегеля, не разрешается их синтезом, но скорее определяет свойство субъекта к удержанию внутреннего конфликта, к охвату противоположных полюсов и перспектив. Также он доказывал отличие западной философии от восточной наличием в последней идеи небытия, которую истолковывает с позиции дзэн-буддизма как всеохватывающий универсум.
Одним из ключевых понятий философии Нисиды является самопостижение (дзикаку, 自覚). Оно достигается с помощью взаимодействия интуиции (тёккан, 直観) и рефлексии (хансэй, 反省).

## Труды Китаро Нисиды
- Дзэнсю (Полное собрание сочинений), т. 1—18, Токио, 1947—53.
  - Исследование блага (Дзэн-но кэнкю — 1911)
  - Интуиция и рефлексия в самопостижении (Дзикаку ни окэру тёккан то хансэй — 1917)